# Édouard Pail
Édouard Pail, né à Corbigny le 17 octobre 1851 et mort à Villeneuve-le-Roi le 6 décembre 1916, est un peintre français.

## Biographie
Édouard Pail est le fils d'un peintre originaire du Piémont et d'une mère originaire de sa ville natale de Corbigny (Nièvre). Il est l'élève du peintre et graveur local Hippolyte Lavoignat, un ami de Camille Corot, et étudie à l'école des beaux-arts de Nevers.
Il expose deux paysages au Salon de Paris de 1870 : Le Ruisseau de Varennes près Corbigny et Les Chaumes de Corbigny. En 1877, il devient professeur à l'école des beaux-arts de Nevers. Puis il abandonne ce poste pour rejoindre Paris en 1880.
Il entreprend alors des voyages en Angleterre, en Égypte, en Palestine et en Algérie. Il se marie en Algérie, en 1886, avant de s'installer définitivement à Paris, boulevard du Montparnasse, puis passage Saulnier. Il revient néanmoins régulièrement à Corbigny, où il aime travailler pendant la belle saison.
Il expose chaque année au Salon de Paris des œuvres aux sujets rustiques comme Le Doyen de la plaine, Les Oies au matin, au Pâtis Poux à Corbigny ou Le Ruisseau de Cropigny. En 1888, il est sociétaire au Salon des artistes français. Il obtient une médaille en 1893.
En 1896, il est nommé officier d'Académie. En 1903, il devient officier de l'Instruction publique. Au Salon de 1912, il expose Le Soir au Mont Sabot et à celui de 1914, L'Étang aux bruyères.
Sa peinture prend pour thème principal des paysages du Nivernais traités dans le style de l'école de Crozant à laquelle il se rattache. Il pratique la peinture de plein air. Ses sujets de prédilection sont les pâturages et les bruyères, les basses-cours, les rivières ombragées, les panoramas roses et embrumés. Ils sont traités dans des tons francs et une palette dominée par les verts et les bruns.

## Salons

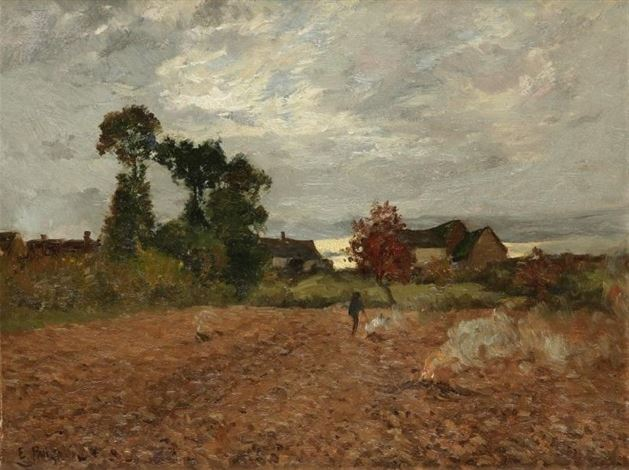
Paysan au champ. Le brûlis, localisation inconnue.

- Le Ruisseau de Varennes, près Corbigny (Salon de 1870)
- Les Chaumes près Corbigny (Salon de 1870)
- La Prairie, environs de Corbigny (Salon de 1873)
- Un sentier sous les arbres dans la vallée de l'Anguison, près Corbigny (Salon de 1874)
- Souvenir d'un soir de novembre aux environs de Corbigny (Salon de 1874)
- Un Soir au bord de l'étang (Salon de 1875)
- Sous les arbres (Salon de 1876)
- Un Soir au bord de la Loire, près Nevers (Salon de 1878)
- Une Soirée de septembre aux environs de Corbigny (Salon de 1879)
- Le Déversoir de l'étang (Salon de 1880)
- La Fontaine de Veninge, près Nevers (Salon de 1881)
- Le Four à chaux (Salon de 1882)

## Collections publiques
- Brest, musée des beaux-arts
- Clamecy, musée d'Art et d'Histoire Romain Rolland
- Clermont-Ferrand, musée d'art Roger-Quilliot
- Perpignan, musée Hyacinthe-Rigaud
- Nevers, musée de la Faïence et des Beaux-Arts : La Carrière de ciment (Environs de Nevers, route des Saulaies), huile sur toile[2]

## Expositions
- Les Peintres de l’Autre Rive. Alger 1830-1930, musée de la Castre de Cannes, 2003[3].